# Symplast
Symplast – zespół protoplastów połączonych plasmodesmami i otoczony plasmolemmą.
Plazmodesmy pozwalają na bezpośredni przepływ (dyfuzja) małych cząsteczek między sąsiadującymi komórkami. Większe cząsteczki mogą być również transportowane za pomocą filamentów aktynowych